# TRS-80 MC-10

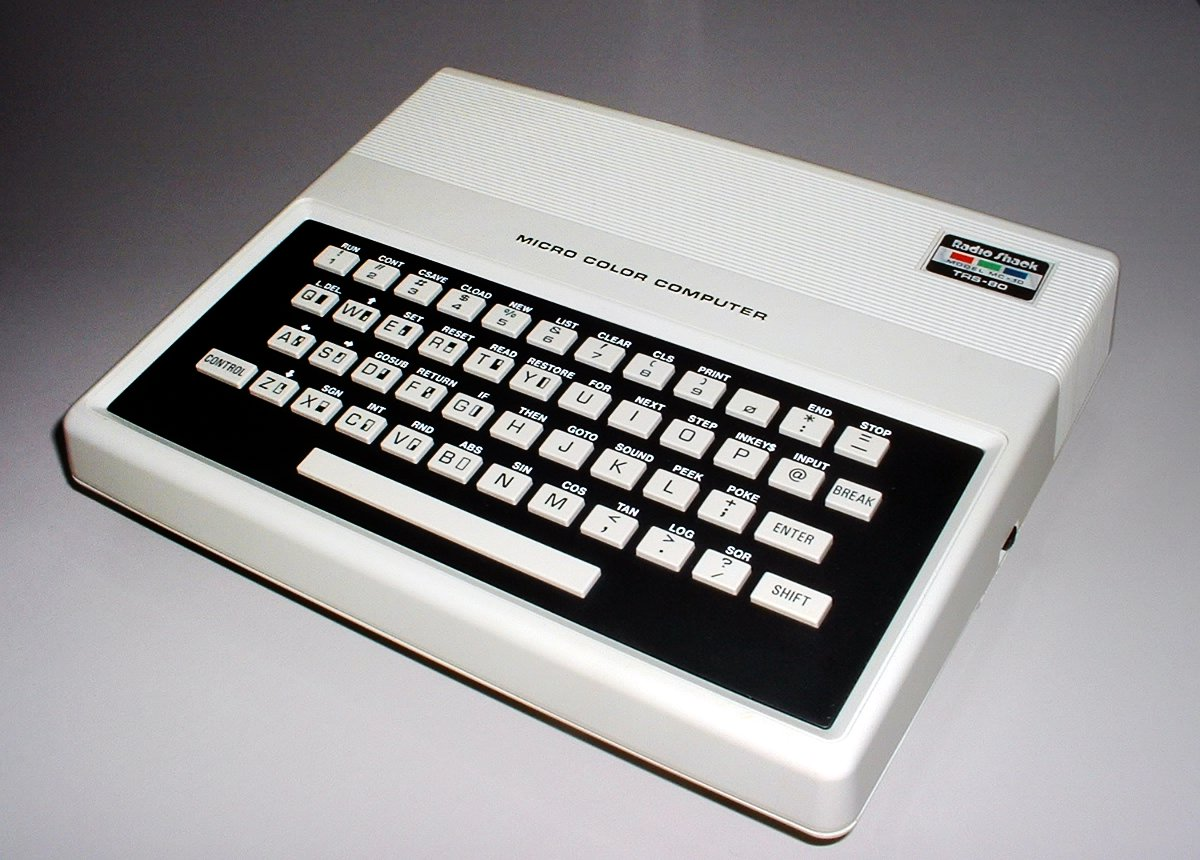
El TRS-80 MC-10.

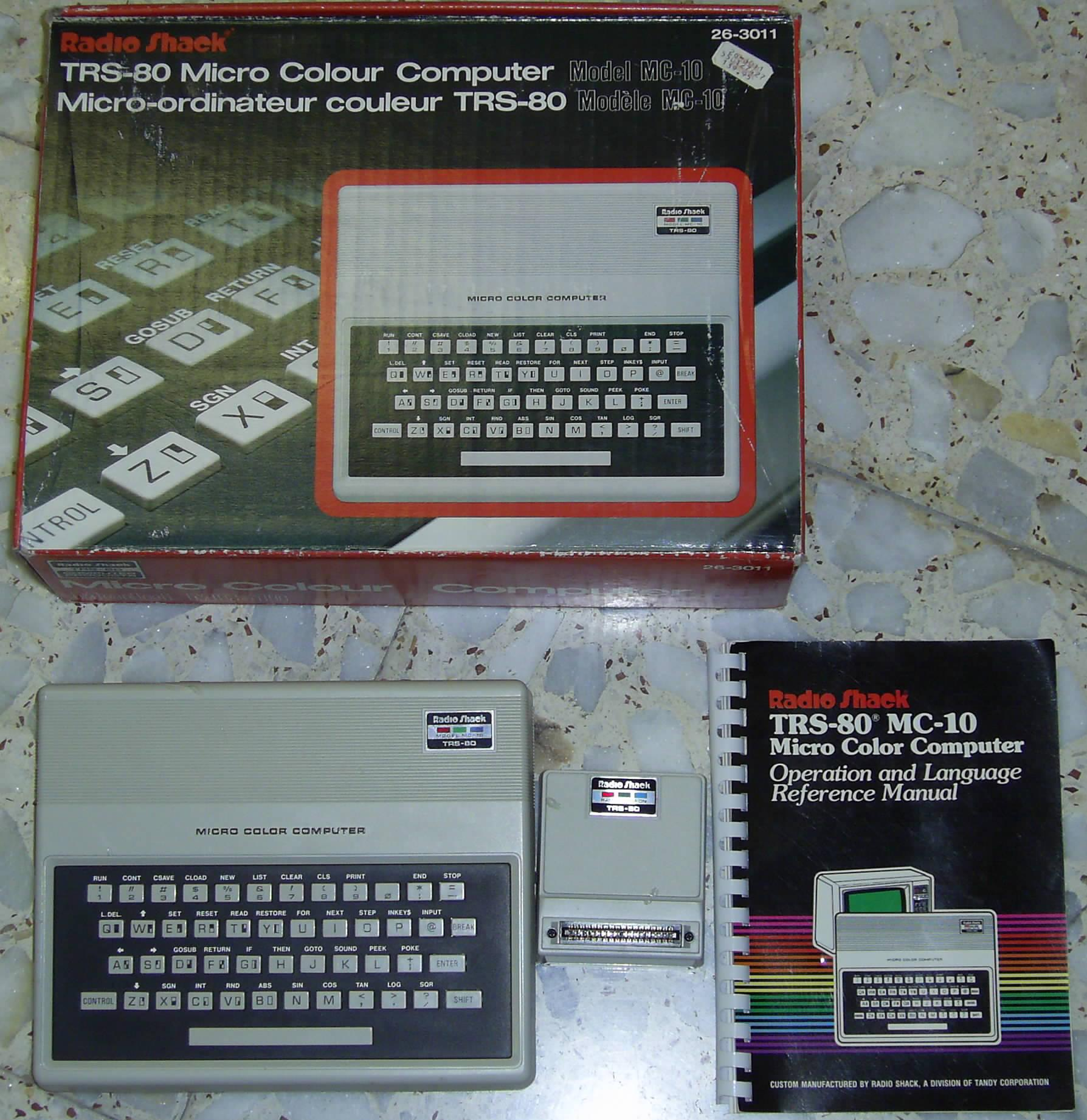
El TRS-80 MC-10 con caja, manual y ampliación de memoria.

El TRS-80 MC-10 (Micro Color Computer) es quizá el más desconocido miembro de la familia TRS-80. Lanzado en 1983 como una versión reducida del TRS-80 Color Computer, no logra su objetivo por sus reducidas prestaciones y posibilidades de ampliación. Cuando los floppys, los 64 Kb y los teclados completos son moneda común, un equipo de solo 4 Kb y teclas de calculadora es suicida. Al año es retirado.
Un clon suyo, el Alice, sin embargo, logra ser muy popular en Francia, comercializado en una asociación de Tandy, Matra, y Hachette. 

## Características
Las características del TRS-80 MC-10 son:
- microprocesador Motorola MC6803 a 0.89 MHz
- ROM de 8 Kb con el Micro Colour BASIC
- RAM de 4 Kb ampliables a 20 Kb
- Caja pequeña, del tamaño de un libro : 216mm x 178mm x 51mm (8.5 x 7 x 2 pulgadas) y un peso de 836.32 g (29.05 onzas) en plástico blanco. Zona del teclado en negro. Conectores SERIAL, casete, Modulador TV y bus de Memoria (protegido por una lamina atornillada) en la trasera.
- Teclado de 48 teclas tipo calculadora. Tecla CONTROL en la esquina inferior izquierda. Las funciones de las teclas de cursos se acceden con Control + W (arriba), A (izquierda), S (derecha), D (abajo). El teclado es incapaz de generar minúsculas, mostrando en su lugar letras en video invertido. Control permite acceder a los Token BASIC serigrafiados. Con la tecla SHIFT se accede a bloques semigráficos.
- Pantalla controlada por el Motorola 6847. Dispone de los siguientes modos:
  - 256 x 192, 2 colores (RG6, 4 páginas)
  - 192 x 128, 4 colores (CG6, 4 páginas)
  - 192 x 128, 2 colores (RG3, 2 páginas)
  - 128 x 96, 4 colores (CG3, 2 páginas)
  - 128 x 96, 2 colores (RG2, 1 página)
  - 128 x 64, 4 colores (CG2, 2048 bytes)
  - 128 x 64, 2 colores (RG1, 1024 bytes)
  - 64 x 64, 4 colores (CG1, 1024 bytes)
  - 64 x 32, 8 colores, texto en 32 x 16

Hay dos modos semigráficos : SG4 (el único accesible desde BASIC) y SG6 ambos de 512 bytes. Para acceder al resto de modos es necesario pokear la memoria (o recurrir al lenguaje ensamblador). En los modos de alta resolución los colores se organizan en paletas, siendo imposible su cambio. El texto solo puede escribirse en 1 modo. Los 5 modos de alta resolución se organizan en páginas (1536 bytes) de memoria de video. Es imposible mezclar texto con modos de alta resolución sin recurrir al Ensamblador. Los caracteres y bloques semigráficos se muestran en matriz de 8x8 píxeles
- Sonido : el Motorola 6847 utiliza el Bit 7 de la dirección de memoria $BFFF para controlar el sonido en el altavoz de la TV
- Como soporte nativo utiliza :
  - Casete a 1500 baudios
- Sus conectores de entrada / salida son
  - Conector de TV (modulador RF NTSC o PAL).
  - Puerto Serie DIN 4 (300-9600 baudios; 600 baudios en BASIC)
  - Port de Cassete DIN 5
  - BUS de ampliación de memoria
  - Alimentación a 8.0V AC 1.5A

## Ampliaciones
- 16K Ram Expansión Pack (Cat. n.º 26-3013)
- TP-10 Printer : impresora térmica
- CGP-115 Printer : plotter de 4 colores
- CCR-81 Cassette Recorder :grabadora de casete
- Módem 1B

## Fuente
- El Museo de los 8 Bits